# Riflesso spinale di Galant
Il riflesso spinale di Galant è uno dei riflessi neonatali, viene definito anche semplicemente riflesso della colonna vertebrale.

## Presentazione
Il neonato presenta automaticamente un riflesso, che si manifesta attraverso l'incurvamento omolaterale del tronco, quando avviene la stimolazione paravertebrale nella regione dorso-lombare.

## Utilizzi
Utili sono tali riflessi per comprendere immediatamente se vi siano paralisi dei nervi anche a livello cerebrale,(Paralisi cerebrale infantile) più in generale si utilizzano per comprendere la situazione del sistema nervoso del neonato. 

## Eponimo
La denominazione deriva dal neurologo russo Johann Susmann Galant che per primo lo descrisse, insieme ad altri riflessi del corpo.